# Pingtung (xiàn)
Pingtung of Pingdong is een arrondissement (xiàn) in Taiwan.
Het arrondissement Pingtung telde in 2007 bij de volkstelling 890.753 inwoners op een oppervlakte van 2776 km².